# HMS Unity (1938)
HMS Unity (N66) («Юнити», англ. Единство) — британская дизельная подводная лодка типа U (первой группы), построенная на верфи «Виккерс-Армстронг» в Барроу-ин-Фёрнесс и участвовавшая во Второй мировой войне. Затонула 29 апреля 1940 года после столкновения с норвежским судном «Атле Ярл» (Atle Jarl).

## Служба
Заложена 19 февраля 1937 на верфи компании «Виккерс-Армстронг» в Барроу-ин-Фёрнесс. На воду спущена 16 февраля 1938, 5 октября 1938 зачислена в состав ВМС Великобритании. Во время Второй мировой войны несла службу в Северном море в британских водах. 5 апреля 1940 предприняла атаку на немецкую подводную лодку U-2, выпустив три торпеды, но промахнулась.
29 апреля 1940 «Юнити» вышла из порта Блайт (Нортумберленд) для патрулирования в норвежских водах. На выходе из гавани видимость снизилась до 300 ярдов: рядом шло норвежское судно «Атле Ярл», которое шло из Шотландии к устью реки Тайн. Пока видимость не снизилась до 100 ярдов, ни экипаж субмарины, ни экипаж норвежского корабля не знал о местонахождении друг друга. На расстоянии 50 ярдов экипаж подлодки заметил норвежцев, который шёл контркурсом на «Юнити», и приказал срочно остановить двигатели, но было слишком поздно. Спустя считанные минуты норвежский корабль врезался в субмарину: та затонула в течение пять минут. Два члена экипажа, лейтенант Джон Лоу и мичман Генри Миллер, вынуждены были остаться в машинном отделении и пожертвовать собой, чтобы другие моряки могли эвакуироваться.